# Камулус (кратер)
Кратер Камулус (англ. Craters Camulus) — метеоритний кратер на Європі, супутнику Юпітера.

## Характеристики
Утворився на місці падіння на поверхню супутника Європа космічного метеорита, якого притягнув в свою орбіту масивний Юпітер. Внаслідок чого сформувався ударний кратер з діаметром 4,5 кілометра. Центр кратера знаходиться за координатами 26,5° пд. ш., та 81,1° зх. д.
Вперше про льодовий кратер довідалися у 2000 році, після дослідження поверхні супутника телескопами з Землі. Названий на ім'я галльського бога війни Камулус, в галльській міфології.